# سید مهرداد ضیایی
سیّد مهرداد ضیایی (زادهّ ۱۰ تیر ۱۳۴۷) در تهران، بازیگر تلویزیون و سینمای ایران است. او در رشته‌های مهندسی منابع طبیعی و روزنامه‌نگاری تحصیل کرده‌است.

## زندگی هنری
وی حرفهٔ بازیگری را ازسال ۱۳۶۹ با بازی در تئاتر آی‌کی اونجاست آغاز کرد. نخستین تجربه تصویری او نیز درسال ۱۳۷۱ با بازی درفیلم شب دهم به کارگردانی جمال شورجه رقم خورد.
درسال ۱۳۹۶ یک کتاب مجموعه شعر با عنوان مرا به پیراهنت بسپار از وی منتشر شد.
او با مهرداد ضیایی بازیگر متولد سال ۱۳۴۷ در اصفهان تشابه اسمی دارد.

## آثار

### مجموعه تلویزیونی
| سال       | مجموعه                              | کارگردان                                          | شبکه        |  |
| --------- | ----------------------------------- | ------------------------------------------------- | ----------- |  |
| ۱۳۷۴      | شیخ مفید                            | فریبرز صالح                                       | شبکه ۲      |  |
| ۱۳۷۴      | پرده عجایب (تله‌تئاتر)               | داریوش مؤدبیان                                    |             |  |
| ۱۳۷۷      | نیرنگ‌بازی‌های آقای اسکابن (تله‌تئاتر) | داریوش مؤدبیان                                    |             |  |
| ۱۳۷۷      | هتل                                 | مرضیه برومند                                      | شبکه تهران  |  |
| ۱۳۸۴      | پایان نمایش                         | بهمن زرین‌پور                                      | شبکه ۱      |  |
| ۱۳۸۴      | شهریار                              | کمال تبریزی                                       | شبکه ۲      |  |
| ۱۳۸۵      | راه بی پایان                        | همایون اسعدیان                                    | شبکه ۳      |  |
| ۱۳۸۶      | یک مشت پر عقاب                      | اصغر هاشمی                                        | شبکه ۲      |  |
| ۱۳۸۶      | پریدخت                              | سامان مقدم                                        | شبکه ۲      |  |
| ۱۳۸۷      | بی گناهان                           | احمد امینی                                        | شبکه ۳      |  |
| ۱۳۸۷      | راه شیری                            | سامان مقدم                                        | شبکه ۲      |  |
| ۱۳۸۸      | آشپزباشی                            | محمدرضا هنرمند                                    | شبکه ۱      |  |
| ۱۳۸۸      | جستجوگران                           | محمدعلی سجادی                                     |             |  |
| ۱۳۸۹      | مختارنامه                           | داود میرباقری                                     | شبکه ۱      |  |
| ۱۳۸۹      | تاوان                               | شهرام شاه‌حسینی                                    | شبکه ۳      |  |
| ۱۳۸۹      | ستاره باران                         | بهمن زرین‌پور                                      |             |  |
| ۱۳۹۱      | یلدا                                | حسن میرباقری                                      | شبکه ۳      |  |
| ۱۳۹۱      | خاطرات مرد ناتمام                   | صادق کرمیار                                       | شبکه ۱      |  |
| ۱۳۹۲      | یادآوری                             | حجت قاسم‌زاده اصل                                  | شبکه آی‌فیلم |  |
| ۱۳۹۲      | مادرانه                             | جواد افشار                                        | شبکه ۳      |  |
| ۱۳۹۳      | معراجی‌ها                            | مسعود ده نمکی                                     | شبکه ۱      |  |
| ۱۳۹۳      | مدینه                               | سیروس مقدم                                        | شبکه ۱      |  |
| ۱۳۹۴      | کیمیا                               | جواد افشار                                        | شبکه ۲      |  |
| ۱۳۹۴      | حالت خاص                            | افشین اربابی                                      | شبکه نسیم   |  |
| ۱۳۹۴      | زعفرانی                             | حامد محمدی                                        | شبکه ۲      |  |
| ۱۳۹۴      | نفس گرم                             | محمدمهدی عسگرپور                                  | شبکه ۱      |  |
| ۱۳۹۵      | شیوع                                | محمود معظمی                                       |             |  |
| ۱۳۹۵      | برادر                               | جواد افشار                                        | شبکه ۲      |  |
| ۱۳۹۵      | چرخ فلک                             | عزیزالله حمیدنژاد، بهرام عظیم‌پور، احسان عبدی‌پور   | شبکه ۱      |  |
| ۱۳۹۶–۱۳۸۷ | سرزمین مادری                        | کمال تبریزی                                       | شبکه ۳      |  |
| ۱۳۹۶      | لژیونر                              | مسعود آب پرور                                     | شبکه تهران  |  |
| ۱۳۹۶      | بچه‌های گروه بلال                    | عبدالرحمان شلیلیان                                |             |  |
| ۱۳۹۶      | هاتف                                | داریوش یاری                                       | شبکه ۱      |  |
| ۱۳۹۷      | تاریکی شب روشنایی روز               | حجت قاسم‌زاده اصل                                  |             |  |
| ۱۳۹۸      | از یادها رفته                       | بهرام بهرامیان                                    | شبکه ۱      |  |
| ۱۳۹۸      | گاندو                               | جواد افشار                                        | شبکه ۳      |  |
| ۱۳۹۸      | بوی باران                           | محمود معظمی                                       | شبکه ۱      |  |
| ۱۳۹۸      | آچمز                                | مهرداد خوشبخت                                     | شبکه ۳      |  |
| ۱۳۹۸      | از سر نوشت (۱ و ۲)                  | محمدرضا خردمندان (فصل ۱)، علیرضا بذرافشان (فصل ۲) | شبکه ۲      |  |
| ۱۳۹۹      | بچه مهندس ۳                         | علی غفاری                                         | شبکه ۲      |  |
| ۱۳۹۹      | نجلا                                | خیرالله تقیانی‌پور                                 | شبکه ۳      |  |
| ۱۳۹۹      | از سر نوشت (فصل ۳)                  | محمدرضا خردمندان                                  | شبکه ۲      |  |
| ۱۳۹۹      | شرم                                 | احمد کاوری                                        | شبکه ۳      |  |
| ۱۴۰۰      | کلبه ای در مه                       | حسن لفافیان                                       | شبکه ۳      |  |
| ۱۴۰۱      | نجلا ٢                              | خیرالله تقیانی پور                                | شبکه ۳      |  |
| ۱۴۰۱      | از سر نوشت ۴                        | محمدرضا خردمندان                                  | شبکه ۲      |  |
| ۱۴۰۱      | حکم رشد                             | حسن لفافیان                                       | شبکه ۳      |  |
| ۱۴۰۲      | محرمانه                             | محمود معظمی                                       | شبکه ۳      |  |
| ۱۴۰۳      | سوجان                               | حسین تبریزی                                       | شبکه ۱      |  |

### فیلم تلویزیونی
| سال  | فیلم                  | کارگردان         |
| ---- | --------------------- | ---------------- |
| ۱۳۸۶ | اخراجی                | مهدی کرم پور     |
| ۱۳۸۶ | پنجره‌ای رو به حیاط    | رضا بهشتی        |
| ۱۳۸۷ | شاید زود، شاید هرگز   | رضا بهشتی        |
| ۱۳۸۷ | واقعیت مجازی          | رضا بهشتی        |
| ۱۳۸۷ | ‏رنگ و ترنج            | همایون اسعدیان   |
| ۱۳۸۸ | در انتهای کوچهٔ زمستان | رضا بهشتی        |
| ۱۳۸۸ | سرقت ادبی             | امیر ادیب پور    |
| ۱۳۸۸ | سایه‌های بلند گناه     | شهرام شاه‌حسینی   |
| ۱۳۸۸ | در فلق بود            | روح‌الله حجازی    |
| ۱۳۹۰ | پیدا و پنهان          | حجت قاسم‌زاده اصل |

### نمایش خانگی
| سال       | نام مجموعه | کارگردان       |
| --------- | ---------- | -------------- |
| ۱۳۸۹      | قلب یخی ۱  | محمدحسین لطیفی |
| ۱۳۹۰      | قلب یخی ۲  | محمدحسین لطیفی |
| ۱۳۹۴      | آسپرین     | فرهاد نجفی     |
| ۱۴۰۳–۱۴۰۲ | گناه فرشته | حامد عنقا      |

### سینما
- زد و بند (۱۳۹۹)
- سرکوفت (۱۳۹۷)
- راه رفتن روی سیم (۱۳۹۵)
- سرنوشت سارا (۱۳۹۶)
- داش‌آکل (۱۳۹۶)
- یک روز بخصوص (۱۳۹۴)
- معراجی‌ها (۱۳۹۲)
- فرزندخوانده (۱۳۹۰)
- یک خانواده محترم (۱۳۹۰)
- یکی برای همه (۱۳۹۰)
- پاریس تا پاریس (۱۳۸۹)
- کتاب قانون (۱۳۸۷)
- وقتی همه خوابیم (۱۳۸۷)
- آخرین نقش (۱۳۸۶)
- در میان ابرها (۱۳۸۶)
- غیرمنتظره (۱۳۸۵)
- به نام پدر (۱۳۸۴)
- به رنگ ارغوان (۱۳۸۳)
- مارمولک (۱۳۸۲)
- کلاه‌قرمزی و پسرخاله (۱۳۷۳)
- شب دهم (۱۳۷۱)